# ولسوالی خلم
خُلم یکی از ولسوالی‌های ولایت بلخ در جنوب خاوری افغانستان است با جمعیت نزدیک به ٨٧٬٣٠٠ نفر. جمعیت آن در سال ۲۰۱۹ بالغ بر ۸۱٬۲۳۴ بود.